# Parazygiella
Parazygiella là một chi nhện trong họ Araneidae.